# Korjkivți, Lanivți
Korjkivți (în ucraineană Коржківці) este un sat în comuna Vereșceakî din raionul Lanivți, regiunea Ternopil, Ucraina.

## Demografie
Componența lingvistică a localității Korjkivți
     Ucraineană (97,59%)
     Rusă (1,2%)
     Română (1,2%)
Conform recensământului din 2001, majoritatea populației localității Korjkivți era vorbitoare de ucraineană (97,59%), existând în minoritate și vorbitori de rusă (1,2%) și română (1,2%).